# Pesäpallo

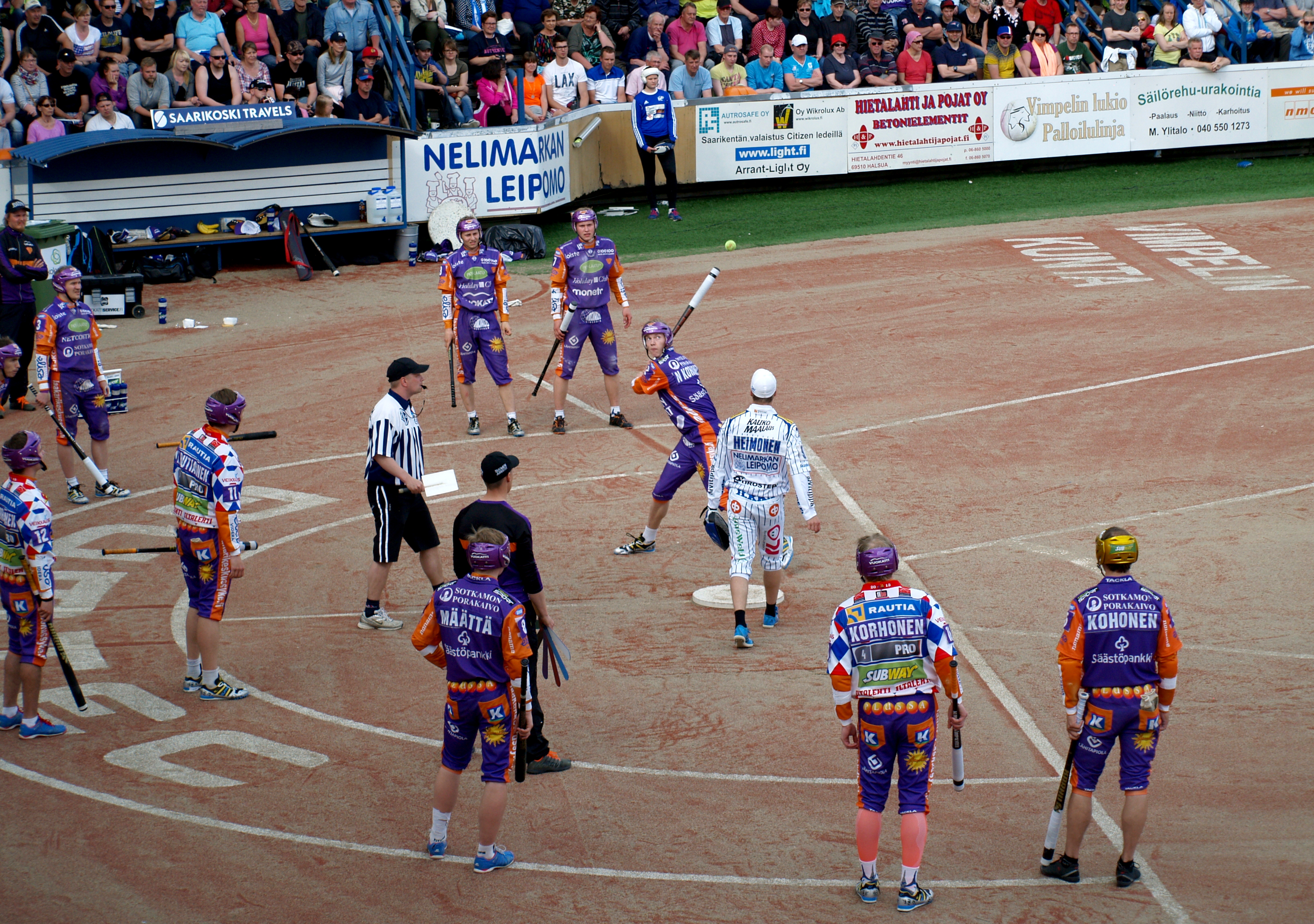
Pesäpallo

Pesäpallo, hovorově též pesis, nebo finský baseball, je pálkový sport s kořeny ve Finsku a rozšířený v severských zemích, nebo tam, kde jsou velké severské diaspory. Ve Finsku patří k nejoblíbenějším sportům. Byl vynalezen Lauri „Tahko“ Pihkalou ve 20. letech 20. století. 14. listopadu 1920 byl sehrán první oficiální pesäpallový zápas v parku Kaisaniemi v Helsinkách. Ve sportu soupeří dva týmy šesti až devíti hráčů, kteří se střídají na pálce a v poli, přičemž cílem hráče na pálce je oběhnout čtyři mety, za což získá bod, podobně jako v baseballu. Základní rozdíl mezi baseballem a pesäpallem je v nadhozu a v jiném rozmístění met na hřišti (nikoli do čtverce, ale do jakési smyčky; celková vzdálenost mezi metami je 126 metrů, ženské hřiště je o něco menší). Nadhazovač není vzdálen od pálkaře, naopak stojí přímo u něj a míček musí hodit nad pálkaře (minimálně jeden metr), míč tak k pálkaři padá seshora, vertikálně a mnohem méně prudce než v baseballu. To pálkaři umožňuje mnohem větší variabilitu úderů a dává mu to možnosti taktizovat. Pesäpallo byl ukázkový sport na Letních olympijských hrách v Helsinkách roku 1952.